# بستان‌کوی، قسطمونی
بستان‌کوی (به ترکی استانبولی: Bostanköy) یک منطقهٔ مسکونی در ترکیه است که در قسطمونی واقع شده‌است.